# Brenne (Cisse)
Die Brenne ist ein Fluss in Frankreich, der in der Region Centre-Val de Loire verläuft. Sie entspringt im Gemeindegebiet von Pray, entwässert generell in Richtung Südwest und mündet nach rund 53 Kilometern unterhalb von Vernou-sur-Brenne, knapp östlich von Tours, als rechter Nebenfluss in die Cisse, die selbst kurz danach in die Loire einmündet. Auf ihrem Weg durchquert die Brenne die Départements Loir-et-Cher und Indre-et-Loire.

## Orte am Fluss
- Lancé
- Saint-Amand-Longpré
- Neuville-sur-Brenne
- Château-Renault
- Villedômer
- Reugny
- Chançay
- Vernou-sur-Brenne